# Benoît Ferreux
Pour les articles homonymes, voir Ferreux.
Benoît Ferreux, né le 29 septembre 1955, à Bordeaux est un acteur et réalisateur français.

## Filmographie

### Acteur

#### Cinéma
- 1971 : Le Souffle au cœur de Louis Malle avec Lea Massari et Daniel Gélin
- 1971 : Ça n'arrive qu'aux autres de Nadine Trintignant avec Catherine Deneuve et Marcello Mastroianni
- 1972 : La Guerrilla de Rafael Gil avec Francisco Rabal, Jacques Destoop, Fernando Sancho
- 1973 : Défense de savoir de Nadine Trintignant avec Michel Bouquet, Juliet Berto, Charles Denner et Jean-Louis Trintignant
- 1974 : La Messe dorée de Beni Montresor avec Lucia Bosè et Maurice Ronet
- 1975 : Mélodrame de Jean-Louis Jorge avec Martine Simonet et Vicente Criado
- 1976 : Violette Nozière de Claude Chabrol avec Isabelle Huppert, Stéphane Audran et Jean Carmet
- 1978 : Le Maître-nageur de Jean-Louis Trintignant avec Guy Marchand, Stefania Sandrelli et Jean-Claude Brialy
- 1979 : Moonraker de Lewis Gilbert avec Roger Moore, Michael Lonsdale
- 1979 : L'Enfant secret de Philippe Garrel avec Anne Wiazemsky et Elli Medeiros
- 1980 : Premier Voyage de Nadine Trintignant avec Nadine Trintignant et Richard Berry
- 1980 : À nous la victoire de John Huston avec Sylvester Stallone, Michael Caine, Max von Sydow et le footballeur brésilien Pelé
- 1982 : Cinq jours, ce printemps-là de Fred Zinnemann avec Sean Connery et Betsy Brantley
- 1984 : French Lover (Until September) de Richard Marquand avec Karen Allen et Thierry Lhermitte
- 1986 : Je hais les acteurs de Gérard Krawczyk avec Jean Poiret, Michel Galabru et Bernard Blier
- 1986 : Sale Destin de Sylvain Madigan avec Victor Lanoux, Jean-François Stévenin et Marie Laforêt
- 1990 : Le Brasier de Éric Barbier avec Maruschka Detmers et Jean-Marc Barr
- 2006 : Le Deuxième Souffle de Alain Corneau avec Monica Bellucci, Daniel Auteuil, Jacques Dutronc et Éric Cantona
- 2010 : Crime d'amour de Alain Corneau avec Ludivine Sagnier et Kristin Scott Thomas

#### Télévision
- 1978 : Madame le juge de Claude Chabrol, épisode "2 + 2 = 4" : Jean-Michel
- 1978 : Médecins de nuit de Peter Kassovitz, épisode : Hélène (série) avec Brigitte Roüan, Étienne Chicot et Greg Germain
- 1983 : Une villa aux environs de New York de Benoît Jacquot avec Hubert Deschamps et Nicolas Baby
- 1986 : Qui c'est ce garçon ? de Nadine Trintignant avec Marlène Jobert et Ugo Tognazzi
- 1987 : Le Coucou de Jean-Pierre Préau avec Jean Lefebvre
- 2002 : Jean Moulin d'Yves Boisset avec Charles Berling, Émilie Dequenne et Elsa Zylberstein
- 2003 : Un été de canicule de Sébastien Grall avec Charlotte de Turckheim et Anthony Delon
- 2004 : Chirurgien du monde de Édouard Molinaro avec Patrick Catalifo
- 2005 : Un jour, un arbre - commentaires
- 2005 : Le Tuteur d'Édouard Molinaro avec Roland Magdane
- 2009 : Quand le vent tourne de Robert Field
- 2009 : Comprendre et pardonner de Vincent Sacripanti
- 2010 : Jeanne Devère de Marcel Bluwal avec Léa Drucker

#### Courts métrages
- 1973 : Le Beau samedi de Renaud Warter avec Prudence Harrington et Philippe Léotard
- 1974 : On les enterrera tous de Fabien Ferreux et Patrick Depin avec Yves Afonso et Serge Marquand
- 1978 : Le Retour du privé de Takis Candilis avec Jean-Pierre Kalfon et Noël Simsolo
- 1982 : Laissé inachevé à Tokyo de Olivier Assayas avec Elli Medeiros, Arielle Dombasle et Lazlo Szabo
- 2004 : Dérangement de François Faure avec Mathilde Vitry

### Réalisateur
- 1984 : Terminus (court-métrage) avec Pierre Leuchter
- 1985 : Feu (court-métrage) avec Philippe Kroothey
- 1985 : Peut-être toi - Didier Barbelivien (clip)
- 1986-87 : Portraits de Jean-Louis Trintignant, Thierry Mugler, Jean-Pierre Mocky
- 1987 : La Septième Dimension avec Marie-Armelle Deguy, Jean-Michel Dupuis et Francis Frappat
- 1988 : Les Histoires d'A - Les Rita Mitsouko (clip)
- 1988 : Le Carré de lumière - documentaire sur la boxe avec Jean Bretonnel, Saïd "Freddy" Skouma et Julien Lorcy - Primé au Cinéma du réel
- 1998/2002 : O Diaro d'Olivier (Globo Brésil)

## Théâtre
- 1982 : Le Mythe de l'oiseau Anzu de Abed Azrie avec Marpessa Dawn et Gérard Falconetti
- 2009 : Justine ou les vertus du libertinage de Alain Duprat avec Ophélie Humbert Claude et Pierre Casadéï

## Publication
- 1990 : Le Bienheureux coécrit avec Jean-Bernard Pouy - Éditions L'Atalante